# Baldur's Gate (serie)
Baldur's Gate es el nombre de una serie de videojuegos de rol para PC. Los juegos toman su nombre de una ciudad ficticia en la que se desarrolla parte de la acción de ambos. Dicha ciudad se encontraría en los Reinos Olvidados, ubicada en el norte del río Chiontar, al sur de Aguas Profundas y al norte de Amn.
Los juegos, tanto la primera entrega de 1998 junto con su secuela publicada en el año 2000, son considerados por gran parte de la industria y fanes de los videojuegos como uno de los mejores juegos de rol de todos los tiempos.

## Juegos
La serie de juegos Baldur's Gate comprende los videojuegos de rol Baldur's Gate, su expansión Tales of the Sword Coast,la secuela Baldur's Gate II: Shadows of Amn y su expansión Throne of Bhaal, y su última entrega, Baldur's Gate III. Estos juegos se ambientan en el universo de fantasía de los Reinos Olvidados de TSR (basado en Advanced Dungeons & Dragons), un clásico de los juegos de mesa. Fueron desarrollados por la empresa BioWare.
Los Baldur's Gate se caracterizan por la amplitud de su historia y la cantidad de aventuras secundarias presentes. El jugador crea un personaje al que se le unen otros que el jugador controla de igual manera, hasta completar un equipo de seis aventureros. Las reglas se ajustan a una edición ligeramente modificada de las reglas de la segunda edición de AD&D, y permiten el uso de todas las razas y clases disponibles, así como un centenar de hechizos mágicos.

## Sinopsis
- Baldur's Gate: El jugador se mete en el papel de un huérfano criado en el pueblo de Candelero (Candelkeep) junto con su amiga Imoen por el sabio mago Gorion. En 1369 CV cosas extrañas empiezan a ocurrir en la región, conocida como Costa de la Espada (Sword Coast): se detiene la producción de hierro, las mercancías ya manufacturadas se deshacen, y aún dentro de las seguras paredes de Candelero hay mercenarios detrás de la vida del jugador. Gorion ordena recoger algún equipamiento básico y marcharse a un lugar seguro, pero en la mitad del viaje el jugador y el viejo mago son emboscados. La lucha termina con la muerte de Gorion y comienza el juego. Conocer gente con la que interactúas te ayudará a seguir adelante. Teniendo más compañeros, debes descubrir el secreto de la escasez de hierro.[4]

- Baldur's Gate II: Meses después de los eventos de la primera entrega, el protagonista despierta atrapado en una jaula. Ha estado ahí durante un tiempo, cautivo a manos del mago Jon Irenicus, quien ha estado haciendo una serie de experimentos de resistencia sobre él y que están a punto de llegar a su fin. Se presenta súbitamente la oportunidad de escapar de la jaula y del calabozo, pero al salir hacia la ciudad de Athkatla, Imoen, la amiga de infancia, es capturada por magos y llevada a la Prisión del Hechicero (Spellhold), un centro de detención para usuarios de la magia. Ahora el protagonista debe averiguar quién es y qué quiere Jon Irenicus, además de liberar a su amiga Imoen.

- Baldur's Gate II:Throne of Bhaal: Tras vencer a Jon Irenicus, el protagonista se verá envuelto en una apasionante trama en la que se enfrentará a sus hermanos por el trono de su padre el dios del asesinato Bhaal. La aventura tiene varios finales posibles dependiendo de las decisiones que vaya tomando, el protagonista podrá convertirse o no en el nuevo dios del asesinato.

## Detalles técnicos
Todos los juegos de la serie utilizan el motor gráfico Infinity de BioWare. Este motor ofrece un mundo en perspectiva isométrica, consistente en fondos prediseñados que ocupan la mayor parte de los cinco y cuatro discos compactos que ocupan la primera y la segunda entrega del juego, respectivamente.

## Requisitos del Sistema
- Baldur's Gate y su expansión necesitan como mínimo un Pentium a 166 MHz, Direct X 5.0, 16 MB de RAM, 300 MB de espacio libre en disco duro, y una tarjeta gráfica de 2 MB.

Recomendados: Pentium a 200 MHz, 32 MB de RAM, 600 MB de espacio libre en disco duro y una tarjeta gráfica de 4 MB.
- Baldur's Gate II y su expansión necesitan como mínimo un Pentium II a 233 MHz, Direct X 7.0, 32 MB de RAM, 800 MB de espacio libre en disco duro y una tarjeta gráfica de 4 MB.

Recomendados: Pentium II a 266 MHz, y 64 MB de RAM.

## Modo multijugador
El modo multijugador se puede efectuar entre 2 a 6 jugadores, vía TCP/IP, Módem, IPX o en Serie, además de existir servidores externos como los de GameSpy y GameRanger.

## Recepción e impacto
Ambos juegos y sus expansiones fueron tremendamente populares, con Baldur's Gate fijando un récord de ventas para BioWare con 2 millones de copias vendidas. Gran parte del éxito del juego se debe al original sistema de combate, consistente en una mezcla de tiempo real (como el clásico Diablo) y estrategia por turnos. El gran impacto del juego le valió ser acreditado con revitalizar en género en la PC.
En 1999, Baldur's Gate ganó el Premio Origins por Mejor Juego de Rol de 1998, y en 2000 Baldur's Gate: Tales of the Sword Coast ganó el premio de 1999[cita requerida]. Por su parte, Baldur's Gate II: Shadows of Amn recibió varios premios el año 2000, entre ellos Mejor juego de rol del año por parte de Gamespy, IGN y Gamespot, además del premio a Mejor Juego del Año por parte de Eurogamer y los lectores de Gamespot. Baldur's Gate y su secuela también han sido incluidos en listas de mejores videojuegos de la historia en varios sitios de prensa especializada.